# 나이토 마사토모 (1663년)
나이토 마사토모(일본어: 内藤正友, 간분 3년(1663년) ~ 쇼토쿠 원년 음력 8월 7일(1711년 9월 19일))는 에도 시대 전기부터 중기까지의 다이묘이다. 무사시 아카누마번 제2대 번주. 시나노 이와무라다번 초대 번주. 이와무라다번 나이토가(岩村田藩内藤家) 제2대 당주.

## 생애
간분 3년(1663년), 아카누마번의 초대 번주 나이토 마사카쓰의 장남으로 태어난다. 겐로쿠 7년(1694년) 8월 7일, 아버지가 오사카 조반(大坂定番)에 재직 중 사망했기 때문에 그 가독을 이었다. 겐로쿠 16년(1703년), 오사카의 정석지가 되어 지행지를 시나노 이와무라다로 옮겼다. 그 때, 전 37개조로 이루어진 영내 법도를 발했다.
쇼토쿠 원년(1711년) 8월 7일에 향년 49세로 사망했다. 장남 마사요시가 겐로쿠 14년(1701년) 9월 4일에 요절하였으므로 가독은 차남 마사유키가 이었다.